# پوچ (ریاضیات)
در ریاضیات، کلمه پوچ (از آلمانی: null به معنی «صفر» که از لاتین: nullus به معنای «هیچ») اغلب با مفهوم صفر یا مفهوم هیچ همراه است. در زمینه‌های مختلف از «داشتن اعضای صفر در یک مجموعه» (به عنوان مثال، مجموعه پوچ) تا «دارای مقدار صفر» (مثلاً، بردار پوچ) استفاده می‌شود. در فضای برداری، بردار پوچ عنصر خنثی جمع بردار است. بسته به زمینه، یک بردار پوچ نیز ممکن است برداری باشد که توسط یک تابع در نظر گرفته شده به مقداری پوچ نگاشت شود (مانند یک فرم مربعی که با فضای برداری می‌آید، به بردار پوچ مراجعه کنید، یک نگاشت خطی که به عنوان ضرب ماتریسی یا ضرب نقطه ای، شبه‌نُرم در فضای مینکوفسکی و غیره داده می‌شود). در نظریه مجموعه‌ها، مجموعه تهی، یعنی مجموعه ای با عناصر صفر که با «{}» یا «∅» نشان داده می‌شود، ممکن است مجموعه پوچ نیز نامیده شود. در نظریه اندازه، مجموعه پوچ مجموعه‌ای (احتمالاً غیرتهی) با اندازه صفر است.